# Uniwersytet Zasobów Naturalnych i Nauk Przyrodniczych w Wiedniu
Uniwersytet Zasobów Naturalnych i Nauk Przyrodniczych w Wiedniu, Universität für Bodenkultur Wien – austriacka państwowa uczelnia wyższa z siedzibą w Wiedniu.